# Peter Bauditz
Peter Jacob Friederich Bauditz (29. juli 1817 på Christianshavn – 30. april 1864 i Flensborg) var en dansk officer og billedhugger, bror til Peter Gustav Bauditz.
Peter Bauditz var søn af generalmajor Carl Gustav Heinrich Bauditz. Skønt han havde en sjælden kunstnerisk begavelse, bestemtes han fra ungdommen til militærstanden og blev 1836 sekondløjtnant ved 1. jyske Infanteriregiment, 1842 premierløjtnant ved 8. bataljon, 1849 kaptajn og 1864 major. Han deltog i Krigen 1848, som bragte ham Ridderkorset, og i de følgende felttog; særlig udmærkede han sig under Slaget ved Isted, da han var adjudant ved Schleppegrells division; han skulle overbringe generalens ordre til 13. bataljon om at gå rask frem, nåede Dragondelingen, som under løjtnant J.P.S. Nellemann var sendt frem imod Øvre Stolk, og ledede dennes angreb der på, hvorved han såredes. 5. august meldte han sig atter til tjeneste og blev souschef ved 2. division.
Efter krigen blev han i december 1851 gift med Sophie Christiansen, datter af den ivrigt dansksindede agentinde Christiansen i Flensborg, og kom derved i besiddelse af en stor formue.
Han ansattes som stabschef ved 1. reservebrigade. Under krigen 1864 var Bauditz chef for 4. regiments 2. bataljon og førte midlertidig kommandoen over regimentet under kampen 17. marts ved Ragebøl; han blev da hårdt såret taget til fange og indlagdes på Johanniter-lazarettet i Flensborg, hvor han døde 30. april.
Som ung løjtnant arbejdede Bauditz i Herman Wilhelm Bissens værksteder og besøgte fra 1838 Kunstakademiets skoler, hvorefter han modellerede dyr og skikkelser af sagnverdenen, bl.a. nisser og dværge, hvilke sidste han også skar i træ og elfenben, ligesom han også lagde sig efter at skære kameer i konkylier. I 1847 deltog han i konkurrencen for den Neuhausenske Præmie med tre konkyliekaméer (Amor med Lyren og Tvende musicerende Genier efter Bertel Thorvaldsen), for hvilke præmien tilkendtes ham.
Senere forhindrede hans tjenstlige stilling og forskellig anden virksomhed, som blomsterdyrkning og dyreopdrætning, ham i at hellige sig til kunsten. Hans billede findes i Illustreret Tidende fra 3. juli 1864. Han var ualmindelig praktisk anlagt og i besiddelse af et sjældent humør. En pelargonie, Souvenir de Peter Bauditz, er efter hans død opkaldt efter ham.
Han er begravet på Garnisons Kirkegård. Der findes en tegning af J.Th. Lundbye 1840 i familieeje. Træsnit 1864 efter tegning af Henrik Olrik.